# Зольмс
Зольмс (в русской литературе по истории Германии принято написание Сольмс; нем. Solms) — город в Германии, в земле Гессен. Подчинён административному округу Гиссен. Входит в состав района Лан-Дилль.  Население составляет 13408 человек (на 31 декабря 2010 года). Занимает площадь 34,05 км². Официальный код — 06 5 32 021.
В Зольмсе находится фабрика компании Leica Camera AG, на которой производятся фотоаппараты и оптика «Лейка».